# Шлихтерн
Шлихтерн (њем. Schlüchtern) град је у њемачкој савезној држави Хесен. Једно је од 28 општинских средишта округа Мајн-Кинциг. Према процјени из 2010. у граду је живјело 16.933 становника. Посједује регионалну шифру (AGS) 6435025.

## Географски и демографски подаци
Шлихтерн се налази у савезној држави Хесен у округу Мајн-Кинциг. Град се налази на надморској висини од 207 метара. Површина општине износи 113,3 km². У самом граду је, према процјени из 2010. године, живјело 16.933 становника. Просјечна густина становништва износи 149 становника/km².

## Међународна сарадња
| Мјесто  | Држава | Врста сарадње | Од    |
| ------- | ------ | ------------- | ----- |
| Јароћин | Пољска | партнерство   | 2003. |
| Извор   |        |               |       |